# Музей Кармен Тиссен (Андорра)
Музей Кармен Тиссен в Андорре (кат. Museu Carmen Thyssen Andorra) — частный художественный музей в столице княжества Андорры Андорра-ла-Велья, учреждённый баронессой Кармен Тиссен и открывшийся 16 марта 2017 года. Управляется некоммерческим фондом Andorra Museum Foundation, пожизненными вице-президентами которого являются Кармен Тиссен-Борнемиса и её сын Борха, а куратором и художественным директором — племянник баронессы Гильермо Сервера, известный кондитер, также занимающийся семейной коллекцией Тиссен-Борнемиса (по его собственным словам, он «всегда был связан с собранием, работая в тени»).
Музей располагается в доме № 37 по улице Avinguda Carlemany d'Escaldes (община Эскальдес-Энгордань), на первом этаже пятиэтажного отеля Валира — одного из старейших отелей и спа-центров в Андорре. Здание, построенное в 1933 году в качестве гостиницы, является образцом гранитной архитектуры Андорры и имеет статус строения, обладающего историко-культурной значимостью.
Музей, занимающий площадь в 500 м², половина из которых отдана под экспозицию, функционирует в качестве небольшой художественной галереи, где в период временных выставок экспонируются работы из частной коллекции барона Тиссен-Борнемиса (1921—2002) и его последней супруги Кармен Тиссен. Первой выставкой музея, экспонирующейся с 16 марта 2017 года по 14 января 2018 года, стала Escenaris. De Monet a Estes. De Trouville a Nueva York («Сценарии: от Моне до Эстеса, от Трувиля до Нью-Йорка»), состоящая из 26 картин.

## Посещение
- Стоимость билетов — 9 €. 
 Для посетителей моложе 27 лет, старше 65 лет и групп более 15 человек — 5 €.
- Вход бесплатный: для посетителей моложе 18 лет, «друзей музея», членов ИКОМ и аккредитованных журналистов.

### Часы работы
- Вторник — суббота: с 10:00 до 19:00
- Воскресенье: с 10:00 до 14:00